# تاغان
تاغان روستایی در دهستان درمیان بخش مرکزی شهرستان درمیان استان خراسان جنوبی ایران است. بر پایه سرشماری عمومی نفوس و مسکن در سال ۱۳۹۵ جمعیت این روستا ۹۸۸ نفر (در ۲۴۶ خانوار) بوده که ۴۷۸ نفر آن را مردان و ۵۱۰ نفر نیز جمعیت زنان این روستا بوده است.